# Brothersons Gut
Brothersons Gut ist ein so genannter ghaut (gut), ein ephemeres Gewässer ähnlich einer Fiumara, auf St. Kitts, im karibischen Inselstaat St. Kitts und Nevis.

## Geographie
Der Fluss entspringt im Norden von St. Kitts, im hügeligen Fußbereich des Mount Liamuiga, im Bereich der Belmont Farm. Er verläuft nach Nordwesten und mündet bald bei Belmont Estate in der White Flag Bay in den The Channel, die Meeresstraße zwischen St. Kitts und Sint Eustatius.